# Planned Parenthood
Planned Parenthood, službenim nazivom Planned Parenthood Federation of America, Inc. (PPFA), američka je organizacija za planiranje obitelji, nadležna izvršavanje pobačaja u SAD-u, te, preko svojih tvrtki kćeri, i u nekim državama Europe i svijeta. Članica je društva International Planned Parenthood Federation.
U SAD-u drži više od 650 podružnica, u kojima provodi reproduktivne zdravstvene usluge, uglavnom pobačaj. Među ostalim uslugama ističu se seksualno obrazovanje i borba za tzv. reproduktivna prava. Prema godišnjem izvješću iz 2014. godine, PPFA je uslužila 2,5 milijuna pacijenata pruživši 9 milijuna zdravstvenih usluga, od čega 324.000 pobačaja.
Iako se vodi neprofitnom organizacijom, godišnje iz proračuna Vlade SAD-a dobije oko 530 milijuna USD-a, uglavnom preko državnog programa Medicaid te ostvaruje prihod od 1-1,5 milijarde USD-a. Također, uživa snažnu financijsku i javnu potporu feminističkih, LGBT i liberalnih organizacija, kao i političara, poput Hillary Clinton.

## Povijest
Organizaciju je 16. listopada 1916. osnovala Margaret Sanger, koja je sa sestrom Ethel Byrne i aktivisticom Faniom Mindell otvorila prvu "kliniku za kontrolu rađanja" u SAD-u, kao ishod Pokreta za kontrolu rađanja (engl. Birth control movement). Prva klinika otvorena je u njujorškoj četvrti Brooklyn. Prema tadašnjem zakonu (Comstock Act) bilo je zabranjeno posjedovanje erotike, prezervativa, abortifacijenta, seksualnih igračaka ili širenja bilo kakvih informacija o navedenom, zbog čega su radnice klinike uhićene i pritvorene. Nakon pravne presude u korist Sanger, izmijenjen je zakon kojim je dopštena kontrola rađanja i politika planiranja obitelji u SAD-u.
Godine 1921. klinika postaje dio mreže Američke lige za kontrolu rađanja (engl. American Birth Control League) i to ime nosi do 1942. kada dobiva današnji naziv. Tijekom prvih 20 godina, na području SAD.a otvorene su 222 klinike i usluženo 49.000 pacijenata. Ime je promijenjeno nakon primjedbi brojnih građana koji su smatrali ime "protuobiteljskim" i "napadnim", zbog čega su čanovi Lige vodili žestoke rasprave, ali ime je na svršetku promijenjeno.
PPFA bila je jedna od osnivačica organizacije International Planned Parenthood Federation na osnivačkoj konferenciji u Bombaju 1952. godine. Stranger se u posljednjim godinama predsjedništva zalagala za dostupnost kontrole rađanja, ali i pobačaja, koji je tada još uvijek bio protuzakonit.